# Bang Kruai (phó huyện)
Bang Kruai (tiếng Thái: บางกรวย, phát âm [bāːŋ krūa̯j]) là một trong chín phó huyện (tambon) của huyện Bang Kruai, ở tỉnh Nonthaburi, Thái Lan. Phó quận xung quanh (theo chiều kim đồng hồ) là Bang Si Thong, Bang Phai, Suan Yai, Wong Sawang (bắc qua Sông Chao Phraya), Bang O, Bang Phlat và Wat Chalo. Vào năm 2020 tổng dân số ở đây là 27.836 người.

## Phân cấp hành chính

### Hành chính trung tâm
Phó huyện được chia thành 9 làng (muban).
| No. | Tên                        | Tiếng Thái         |
| --- | -------------------------- | ------------------ |
| 01. | Ban Plai Khlong Bang Lamut | บ้านปลายคลองบางละมุด |
| 02. | Ban Khlong Khue Khwang     | บ้านคลองขื่อขวาง      |
| 03. | Ban Wat Lum                | บ้านวัดลุ่ม            |
| 04. | Ban Wat Lum                | บ้านวัดลุ่ม            |
| 05. | Ban Wat Lum                | บ้านวัดลุ่ม            |
| 06. | Ban Wat Chan               | บ้านวัดจันทร์          |
| 07. | Ban Wat Samrong            | บ้านวัดสำโรง         |
| 08. | Ban Bang Kruai             | บ้านบางกรวย         |
| 09. | Ban Bang Kruai             | บ้านบางกรวย         |

### Hành chính địa phương
Toàn bộ khu vực phó huyện được bảo phủ bởi thị trấn Bang Kruai (tiếng Thái: เทศบาลเมืองบางกรวย).